# Farmàcia Saguer
La Farmàcia Saguer (antiga Farmàcia Masó) és un edifici del municipi de Girona que forma part de l'Inventari del Patrimoni Arquitectònic de Catalunya.

## Descripció
Inclosa dins l'inventari de botigues noucentistes i art-déco gironines conserva l'interior modernista de 1908 projectat per Rafael Masó Valentí però revela una forta empremta racionalista a l'exterior, fruit de la reforma executada el 1935 per l'arquitecte Josep Claret Rubira, La farmàcia, era regentada pel germà de l'arquitecte, Joan Masó i per Lluís Puig i es troba a pocs metres de la casa pairal dels Masó, reedificada per Rafael Masó i avui convertida en la seu de la Fundació i Museu Casa Masó. L'encàrrec de Joan Masó era de reconvertir un local de planta baixa en una farmàcia. El vincle familiar va permetre una gran llibertat que es va veure traduïda en la creació d'una obra d'art total que tenia en compte cada detall. Masó va posar especial èmfasi en els materials i els dissenys pensant en la combinació de l'estètica i el disseny amb la facilitat de manteniment i neteja, imprescindible per una farmàcia.
El refinament dels materials, bàsicament majólica blanca, juntament amb l'harmonia i suavitat de les formes orgàniques, combinades amb la iconografia simbòlica de la salut i les herbes medicinals, configuraven el disseny d'aquella primera façana, desapareguda el 1935. L'actual, dissenyada per Josep Claret el 1935, està revestida de marbre rosat, i emfasitza la línia corba desproveïda de decoració, en tots els elements. El rètol amb tipografia futura és un clar element identificador de l'estètica dels anys 30.
Pel que fa a l'interior, és on millor podem apreciar el gaudinisme de joventut de Masó. Els materials emprats en la decoració són la ceràmica blanca pel revestiment dels murs, el ferro forjat per la construcció de prestatges on es col·loquen els flascons de medicaments -també dissenyats pel projecte i molt propers al disseny de l'ampolla d'aigua per la Casa de la Caritat de Barcelona que feu Antoni Gaudí Per dur a terme la creació del mobiliari va comptar amb la col·laboració de nombrosos artesans.

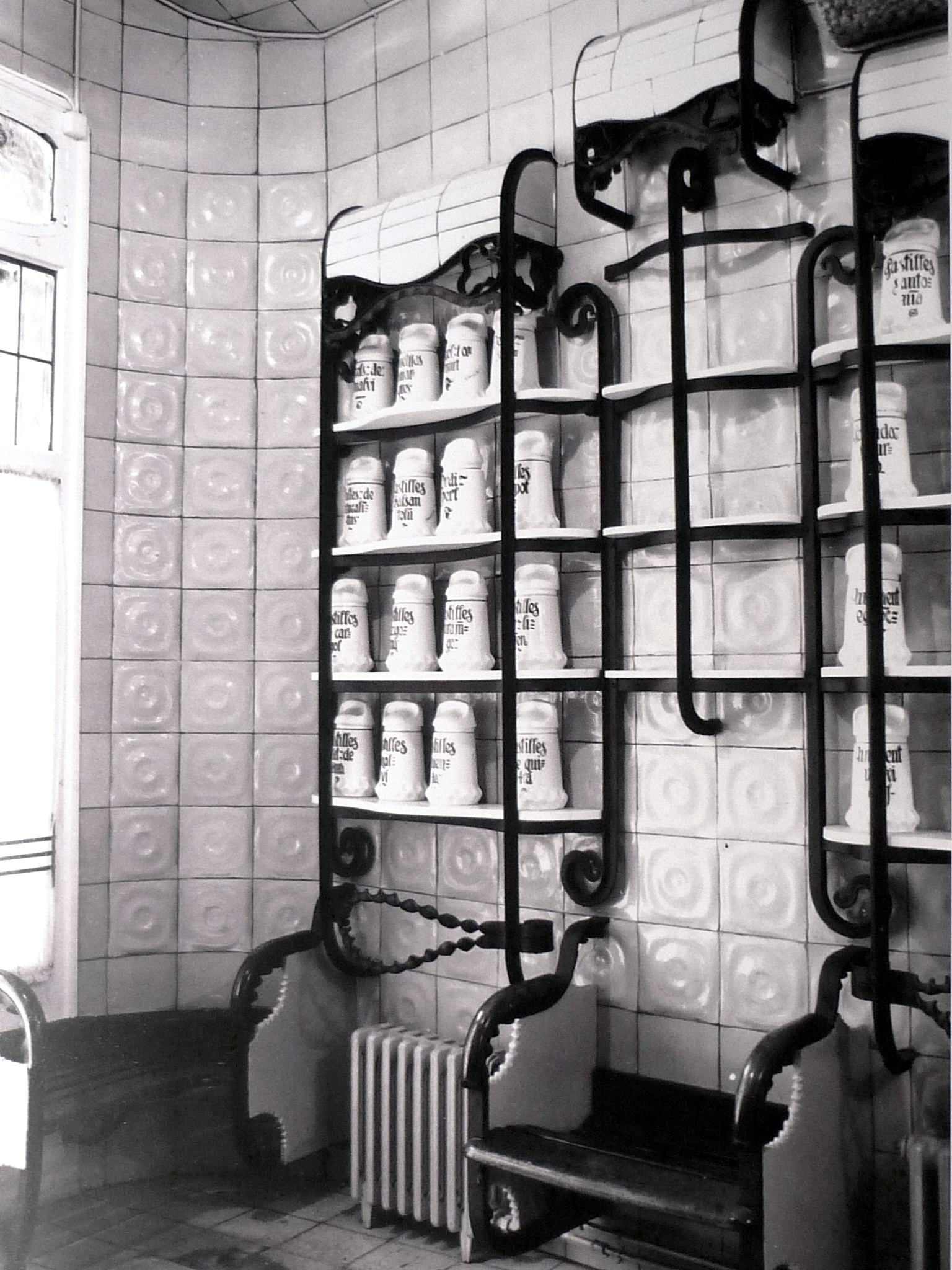
Interior de la farmàcia Masó, avui Saguer, en el moment de la inauguració de la reforma el 1908.

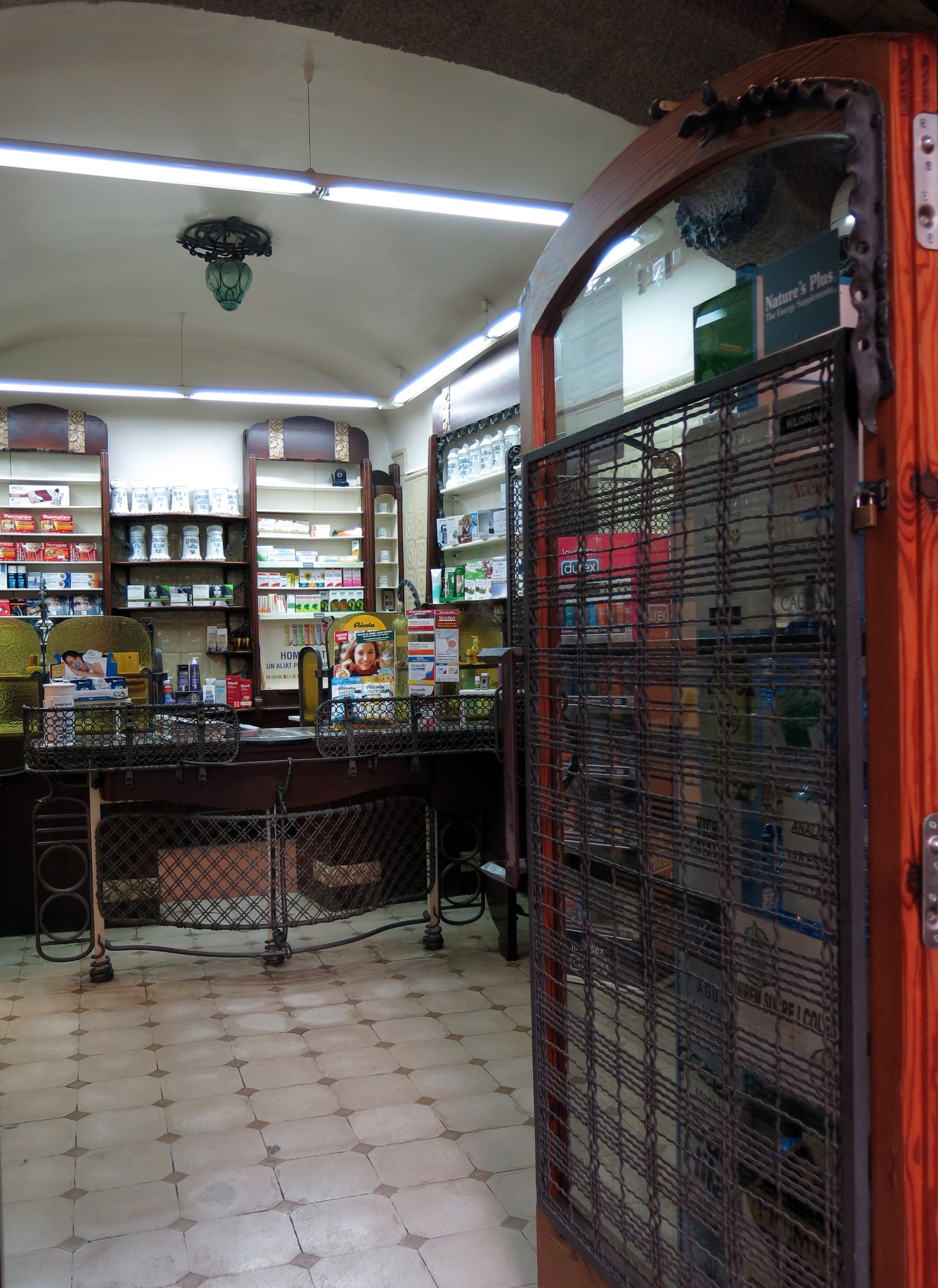
Interior de la Farmàcia Masó, avui Saguer, a l'actualitat